# LoLo Jones
Lori LoLo Jones (ur. 5 sierpnia 1982 w Des Moines) – amerykańska lekkoatletka specjalizująca się w biegach przez płotki, która z sukcesami startuje od 2012 roku w sporcie bobslejowym.
Pierwszy międzynarodowy sukces odniosła w roku 2004 zwyciężając w młodzieżowych mistrzostwach NACAC. W 2007 roku podczas mistrzostw świata w Osace zajęła siódme miejsce w finałowym biegu na 100 metrów przez płotki. Sezon 2008 rozpoczęła od wywalczenia halowego mistrzostwa świata. Na igrzyskach olimpijskich w Pekinie (2008) zajęła siódme miejsce. Podczas lekkoatletycznych mistrzostw świata w Berlinie (2009) pracowała jako reporterka stacji Eurosport. Zimą 2010 obroniła w Katarze złoty medal halowych mistrzostw świata, a jesienią była drugą podczas zawodów pucharu interkontynentalnego. Czwarta zawodniczka igrzysk olimpijskich w Londynie (2012). Jesienią 2012 ogłosiła, że rozpoczęła treningi w sporcie bobslejowym nie wykluczając startu w tej dyscyplinie na zimowych igrzyskach olimpijskich w Soczi w roku 2014. Na początku 2013 zdobyła złoty medal mistrzostw świata w bobslejach w sztafecie. W styczniu 2014 roku ogłoszono jej nominację do kadry bobsleistek jako pchacz/hamulcowa. Jones stała się tym samym dziewiątym amerykańskim sportowcem, który wystąpił zarówno w letnich jak i zimowych igrzyskach. Jej włączenie do reprezentacji spotkało się z ostrą krytyką części środowiska sportowego zarzucającego tej decyzji podłoże marketingowe, a nawet rasistowskie. Podczas igrzysk w Soczi startując w parze z Jazmine Fenlator zajęła 11. miejsce w rywalizacji bobslejowych dwójek.
Wielokrotna złota medalistka mistrzostw Stanów Zjednoczonych w lekkoatletyce, halowa mistrzyni NCAA (2003) oraz reprezentantka USA w meczach międzypaństwowych.
Rekordy życiowe: bieg na 60 metrów przez płotki (hala) – 7,72 (13 marca 2010, Doha); bieg na 100 metrów przez płotki (stadion) – 12,43 (18 sierpnia 2008, Pekin). Rezultat Jones z Dohy (7,72) jest ósmym wynikiem w historii światowej lekkoatletyki.

## Osiągnięcia
| Rok  | Impreza                             | Miejsce    | Konkurencja                | Pozycja    | Wynik  |
| ---- | ----------------------------------- | ---------- | -------------------------- | ---------- | ------ |
| 2004 | Młodzieżowe mistrzostwa NACAC       | Sherbrooke | bieg na 100 m przez płotki | 1. miejsce | 13,05  |
| 2006 | Światowy finał lekkoatletyczny IAAF | Stuttgart  | bieg na 100 m              | 5. miejsce | 11,24  |
| 2006 | Światowy finał lekkoatletyczny IAAF | Stuttgart  | bieg na 100 m przez płotki | 6. miejsce | 12,76  |
| 2007 | Mistrzostwa świata                  | Osaka      | bieg na 100 m przez płotki | 6. miejsce | 12,62  |
| 2008 | Halowe mistrzostwa świata           | Walencja   | bieg na 60 m przez płotki  | 1. miejsce | 7,80   |
| 2008 | Igrzyska olimpijskie                | Pekin      | bieg na 100 m przez płotki | 7. miejsce | 12,72  |
| 2008 | Światowy finał lekkoatletyczny IAAF | Stuttgart  | bieg na 100 m przez płotki | 1. miejsce | 12,56  |
| 2010 | Halowe mistrzostwa świata           | Doha       | bieg na 60 m przez płotki  | 1. miejsce | 7,72   |
| 2010 | Puchar interkontynentalny           | Split      | bieg na 100 m przez płotki | 2. miejsce | 12,66  |
| 2012 | Igrzyska olimpijskie                | Londyn     | bieg na 100 m przez płotki | 4. miejsce | 12,58  |
| 2015 | Mistrzostwa NACAC                   | San José   | bieg na 100 m przez płotki | 1. miejsce | 12,63w |